# Mońki (district)
Mońki (powiat moniecki) is een Pools district (powiat) in de woiwodschap Podlachië. Het district heeft een oppervlakte van 1382,39 km² en telt 42.606 inwoners (2014).